# Clamerey
Clamerey település Franciaországban, Côte-d’Or megyében. Lakosainak száma 181 fő (2022. január 1.). Clamerey Sainte-Colombe-en-Auxois, Saint-Thibault, Velogny, Braux, Fontangy, Marcigny-sous-Thil, Nan-sous-Thil, Noidan és Normier községekkel határos.

## Népesség
A település népességének változása:
| Lakosok száma | 258  | 217  | 193  | 175  | 182  | 184  | 184  | 180  | 177  | 181  |
|               | 1968 | 1982 | 1990 | 2006 | 2013 | 2015 | 2017 | 2019 | 2020 | 2022 |